# BSH Hausgeräte
BSH Hausgeräte GmbH — немецкая компания по производству бытовой техники. Штаб-квартира — в Мюнхене. Компания основана в 1967 году как совместное предприятие Bosch и Siemens AG. В 2015 году компания Bosch выкупила за 3 млрд евро долю партнёра и сделала BSH Hausgeräte своей дочерней структурой.

## История
Компания была основана в 1967 году слиянием подразделений по выпуску бытовых приборов и телевизионной техники двух немецких компаний — Siemens AG и Robert Bosch GmbH. Целью слияния было занять более прочные позиции в условиях глобализации производства бытовой техники. В 1933 году Bosch выпустил свой первый холодильник, а в 1950-х годах ассортимент бытовой техники был значительно расширен, в частности в 1952 году началось производство кухонных комбайнов. Компании, составившие в 1966 году концерн Siemens, начали производство техники для дома ещё раньше — в 1906 году был выпущен первый пылесос, в 1925 году — хлебопечь, в 1964 году — автоматическая посудомоечная машина. BSH начала с трёх заводов в ФРГ и 14 тыс. сотрудников, выручка за первый год составила 1 млрд марок. Производство теле- и радиоаппаратуры вскоре было прекращено, поскольку не выдерживало конкуренции с импортом из Азии.
Первым зарубежным приобретением стала греческая компания Pitsos; она была основана в 1865 году, производила холодильники и другую кухонную технику. В начале 1980-х годов европейский рынок бытовой техники столкнулся с кризисом перепроизводства, прошла серия слияний и банкротств, от 150 ведущих производителей в 1980 году к 1990 году осталось 15. BSH не осталась в стороне от процесса консолидации, в 1982 году был приобретён западногерманский производитель бытовой техники Neff GmbH (основан в 1877 году), а в конце десятилетия — две испанские компании, Balay и Safel. К концу 1980-х годов выручка компании достигла 6 млрд марок.
В 1991 году BSH начала осваивать рынок США с экспорта посудомоечных машин. В 1993 году был куплен завод в Словении, ставший центром компании по производству малой кухонной техники. В 1994 году был куплен немецкий производитель встроенной техники Gaggenau, прослеживающий свою историю до 1683 года. В том же году была куплена бразильская компания Continental 2001 S.A. с пятью заводами в Бразилии и одним в Мексике. Также было создано совместное предприятие с китайской компанией Wuxi Little Swan по производству стиральных машин. В 1995 году была куплена турецкая компания PEG Profilo Elektrikli. В 1996 году операции в Азии были расширены ещё одним совместным предприятием в Китае (с Yangzi Group по производству холодильников) и созданием торговых представительств в Гонконге и Сингапуре. В том же году была куплена компания Coldex, крупнейший производитель кухонных плит и холодильников в Перу. В 1997 году в США был открыт завод в Северной Каролине и куплена калифорнийская Thermador Corporation. В 1998 году были открыты заводы в Польше и России, куплены компании Eval (Турция, малая техника) и Ufesa (Испания, утюги). 1990-е годы компания закончила с 30 заводами выручкой более 10 млрд марок.
В 2005 году началось строительство заводов в Санкт-Петербурге и Нанкине. В 2009 году компания продала своё бразильское подразделение Continental Electrodomesticos мексиканской компании Controladora Mabe S.A. de C.V. В 2013 году был куплен польский производитель бытовой техники Zelmer; в 2020 году права на бренд Zelmer были проданы испанской компании B&B Trends.
В начале 2015 года Siemens продала свою долю в совместном предприятии, оно стало полностью контролируемой дочерней структурой Bosch и сменило название с Bosch und Siemens Hausgeräte на BSH Hausgeräte.
В апреле 2017 года компания BSH приняла решение продать активы категории «Уход за тканями» и закрыть категорию техники «Уход за собой», тем самым сконцентрироваться на развитии приоритетных для неё категорий мелкой бытовой техники, таких как «Уход за домом», «Приготовление пищи» и «Приготовление напитков»

## Деятельность
Производственные мощности компании насчитывают 41 завод в Европе, США, Латинской Америке и Азии. Крупнейший завод находится в Турции в районе Черкезкёй ила Текирдаг (550 тыс. м²). Продукция выпускается под 12 брендами:
- Bosch (по лицензии Robert Bosch GmbH) — крупная и мелкая бытовая техника; продаётся по всему миру, но основными рынками являются Европа и Китай;
- Siemens (по лицензии Siemens AG) — встроенная бытовая техника, крупная бытовая техника, кофеварки, пылесосы; основные рынки — Европа и Китай;
- Gaggenau — кухонная техника производства дочерней компании Gaggenau Hausgeräte GmbH; продаётся в 50 странах, заводы в Германии, Франции, Испании и Турции;
- NEFF — кухонная техника; основной рынок — Европа;
- Solitaire the Waterbase — кухонные мойки[6];
- Thermador[англ.] — кухонная техника, Северная Америка;
- Balay — кухонная техника, Испания;
- Coldex — кухонные плиты и холодильники, Перу;
- Constructa — стиральные машины, Германия;
- Pitsos — бытовая техника, Греция (с 2021 года производство в Турции);
- Profilo — бытовая техника, Турция;
- Junker — кухонная техника; Германия, Франция и Нидерланды.

Общая численность персонала — 42,8 тыс. человек (1 января 2011 года). Выручка компании в 2010 году составила 9,073 млрд евро (в 2009 году — 8,405 млрд евро), чистая прибыль — 467 млн евро (в 2009 году — 328 млн евро).
На 2021 год численность персонала составляла 62 тыс., выручка — 15,6 млрд евро.

### Продукция
Под своими брендами компания выпускает следующие продукты:
- Холодильники разнообразной компоновки, в том числе side-by-side и встраиваемые. Почти все выпускаемые модели оснащены технологией AgION.
- Стиральные машины, в том числе встраиваемые.
- Сушильные машины.
- Посудомоечные машины, в том числе встраиваемые.
- Гладильные автоматы.
- Электрические и газ-электрические соло-плиты.
- Духовые шкафы.
- Варочные поверхности газовые и электрические, в том числе гриль, тепан.
- Микроволновые печи, преимущественно встраиваемые.
- Пароварки (встраиваемые).
- Пылесосы.
- мелкую бытовую технику.
- товары по уходу за телом (весы, фены, массажёры, SPA-приборы и т. п.)

Следует отметить то, что несмотря на большую степень идентичности технической начинки у моделей под марками Bosch, Siemens и Neff, компания позиционирует эти марки для различных потребительских групп.

### BSH в России
До 2016 года концерн был представлен в России двумя дочерними компаниями: ООО «БСХ Бытовая техника» (Москва), отвечавшей за маркетинг, продажи и сервисное обслуживание представленных в стране торговых марок Bosch, Siemens, Gaggenau и Neff, и заводом ООО «БСХ Бытовые Приборы» (Санкт-Петербург). В 2016 году ООО «БСХ Бытовая техника» стала филиалом ООО «БСХ Бытовые Приборы».
Завод ООО «БСХ Бытовые Приборы» расположен в промышленной зоне Нойдорф (Стрельна, Санкт-Петербург), по соседству с площадкой «Нойдорф» ОЭЗ «Санкт-Петербург». Строительство завода началось в 2005 году. Появившемуся в результате строительства завода новому проезду было присвоено название «улица Карла Сименса». В 2007 году здесь были введены в строй первая линия цеха по производству холодильников мощностью 250 тыс. приборов в год и первая очередь логистического центра площадью 10 тыс. м²; в 2010 году в результате ввода второй производственной линии и второй очереди логистического центра мощность завода и площади хранения были удвоены. В том же году на площадях завода началась крупноузловая сборка стиральных машин. В 2011 году завод начал производство холодильников с системой Full No Frost. В 2012 году ожидается ввод в эксплуатацию цеха стиральных машин мощностью 350 тыс. приборов в год и третьей очереди логистического центра. На предприятии занято более 800 человек, со вводом нового цеха это число, как ожидается, достигнет 1 тыс. Общий объём инвестиций концерна в петербургскую площадку, предположительно, превысит 100 млн евро.
В России компания также владела заводом по сборке газовых плит (мощностью 100 тыс. плит в год) в подмосковной Черноголовке. Проект был закрыт в конце 2008 года.

## Критика
В декабре 2018 года, французское антимонопольное управление оштрафовало BSH на 23 млн евро за ценовой сговор с Electrolux, Whirlpool, Candy Hoover и др. Как было установлено расследованием, представители компании встречались несколько раз в период с 2006 по 2009 года. Так, например, в 2008 году компании договорились о повышении цен на 20 евро для товаров стоимостью менее 200 евро и на 50 евро на товары стоимостью более 400 евро.